# 軽井沢彫

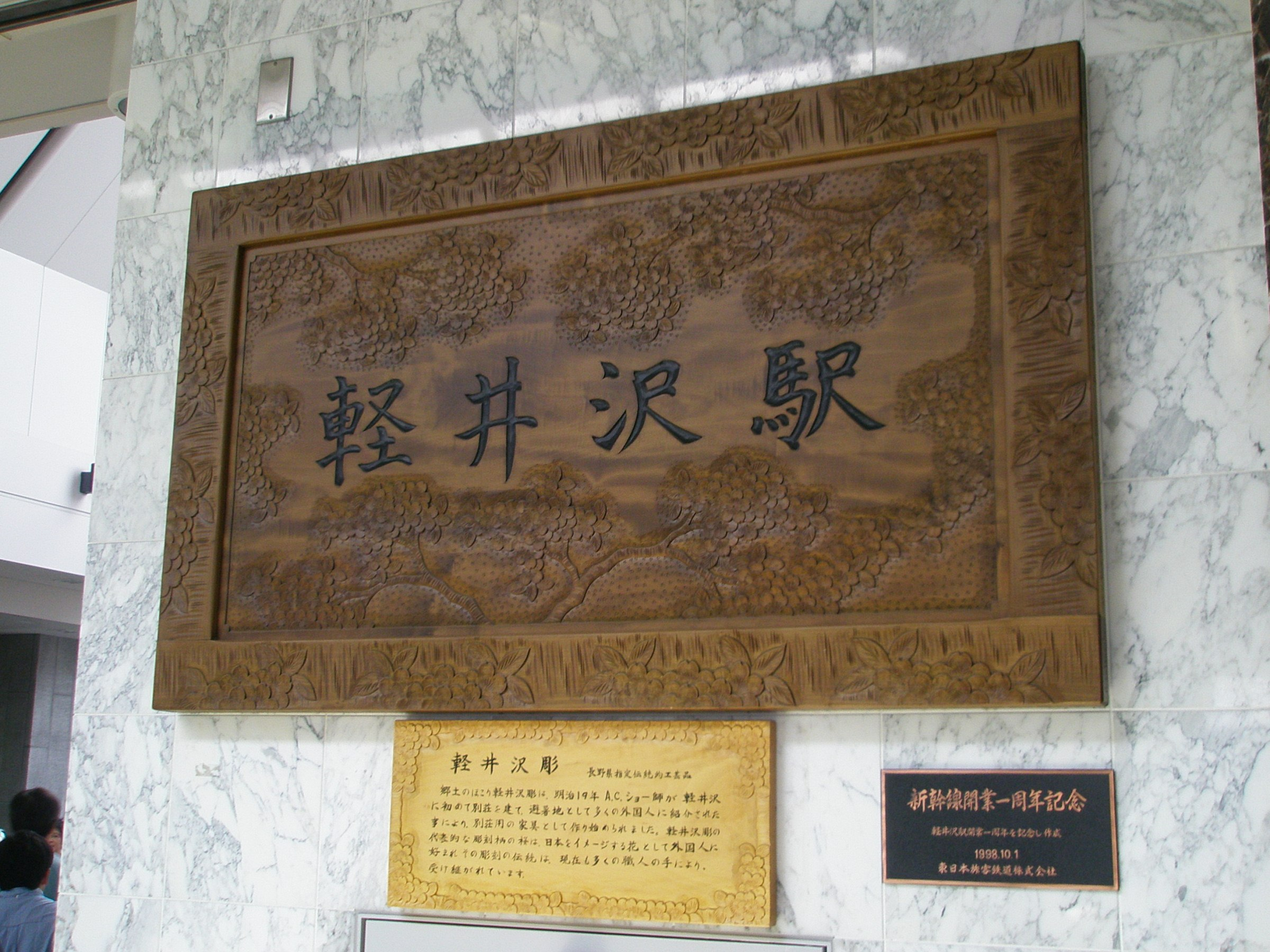
軽井沢彫が施された軽井沢駅の銘板

軽井沢彫（かるいざわぼり）は、長野県北佐久郡軽井沢町特産の彫刻、伝統工芸。1983年（昭和58年）10月、長野県の伝統的工芸品に指定。

## 歴史
1886年（明治19年）、旅の途中に軽井沢を訪れた宣教師A・C・ショーと英語教師J・M・ディクソンが、自然の見事さと爽やかな気候に感動し、夏の保養地に選んだことが『避暑地軽井沢』の始まりである。2年後にショー師が別荘を構えたのを皮切りに、友人の外国人たちが続々と避暑に訪れた。当然彼らは西洋式の生活をはじめたため、テーブル・椅子・サイドボード・衣装戸棚といった洋式家具が必要になった。しかし当時の軽井沢には家具店がなく、大工や建具屋に依頼しても思い通りの品が手に入らなかった。当時、栃木県日光には古くから木工の特産品があり、日光彫と呼ばれる技法が存在していた。1908年（明治41年）、日光彫の職人であった清水兼吉と川崎巳次郎の二人が職人仲間を連れて、それぞれ軽井沢初の木彫家具店である『清水テーブル店（現『清水家具店』）』と『川崎屋家具店』を開業し、西洋家具の製造を始めた。
当初は日光彫の伝統である牡丹･菊･松･竹･梅など一般的な植物文様を描いた物静かで控えめな製品がほとんどであったが、1912年（明治45年）頃から、更なる華やかさと日本情緒を強調した「満開の桜」がモチーフに取り入れられるようになり、この桜の文様はのちに軽井沢彫の大きな特徴となった。
大正時代に入ると、外国人避暑客も増えたが日本人がその数を圧倒的に上回るようになった。しかし軽井沢に来る日本人は西洋式の生活を好んだため、軽井沢彫の需要が停滞することはなく、その後も盛んに製作された。
戦後、軽井沢が観光地として注目されると、小物類の需要が高まり、家具類も首都圏を中心に他地域の個人からの注文が多くなった。
現在でもいくつかの職人たちがその製法を受け継いでおり、工房は当時と変わらず旧軽井沢メインストリートを中心に軒を連ねている。

## 特徴
家具の全面に草花や桜の木などの彫刻が施されており、鎌倉彫や日光彫が牡丹や菊などの一輪彫が特徴であるのに対し、軽井沢彫は花だけでなく樹木など全体を彫刻している。なお近年は全面に彫るのではなく空白部分を残すような方向に変わりつつある。 また、桜以外に注文者の希望によって葡萄や竹、菊などを彫ることもある。彫刻方法は鎌倉彫が浅彫、日光彫が深彫であるのに対し、軽井沢彫はその中間である。技法上の特色として図柄の周辺に星打ちという釘を打ったような穴を施している。
生産工程は、木地（家具製造）→彫刻→塗装→組立に分かれている。一人の職人が全てを手がけるのは清水家具店。それ以外の製造元は各工程を、工房内で分業生産しているようだ。まず木地師による家具製造が行われるが、材料は彫刻のしやすさから栃が一般に使用されている。家具はいったん組み立てられた後分解され、彫刻される。そのため、家具製造に釘や接着剤は使用されていない。この手法は外国人が母国に帰るときに持ち帰ることができるようにしたのが由来である。彫刻は彫り師によって行われ、塗装は環境に配慮したウレタン塗装を行っている。
特徴的な桜文様を写実を超えた様式化にまで高めたといわれているのが、清水テーブル店の名工・鈴木喜太郎である。空に伸びる大樹とそれをとりまく小枝や花びらを洋家具の前面に配し、周囲に星打ちをしてくっきりと浮き立たせ、後世に残る秀逸な作品を生み出した。同じく清水テーブル店の上田一は、独立して旧軽銀座に『上田商店（現『一彫堂』）』を開業、洋式ホテルや外国人別荘はもとより、日本人別荘客からの特注家具も数多く手掛けた。写実的で流麗な日光彫を地道に踏襲した『大坂屋家具店』の小西寅五郎、繊細で慎ましやかな表現を得意とした『柴崎家具店（現『シバザキ』）』の印南勝栄といった数々の名工の名も、その美しい作品とともに歴史に刻まれている。
また、他地域へ販売するため、あるいは軽井沢町民が利用するために生産されてきたのではなく、別荘地住民のために生産されてきたことも軽井沢彫の大きな特徴である。

## 顧客
現存する老舗ホテルのつるや旅館、万平ホテルには軽井沢彫の調度品が数多く使われている。
別荘客の顧客としては枚挙にいとまがないが、ウィリアム・メレル・ヴォーリズの自宅であるヴォーリズ記念館、朝吹常吉の別荘である睡鳩荘、堀辰雄の自宅である堀辰雄文学記念館、室生犀星の別荘である室生犀星文学記念館、山本有三の自宅である三鷹市山本有三記念館、脇田和のアトリエである脇田美術館などに軽井沢彫（一彫堂製）が収蔵されている。
美智子妃には、お印である軽井沢の白樺をあしらった軽井沢彫手箱が1959年（昭和34年）に献上されている。なおこの出来事に関する当時の信濃毎日新聞の報道で初めて「軽井沢彫」という名称がメディアに登場したとされ、またこのときに「軽井沢彫」という呼称が誕生したともされる。
第二次世界大戦直後には進駐軍のアメリカ軍人に人気となった。
近年、白洲次郎が軽井沢別邸で使用していた軽井沢彫の本棚（大正-昭和初期）が売りに出された。